# サンタナラプトル
サンタナラプトル（学名:Santanaraptor）は、白亜紀前期アプチアン初期〜アルビアン初期ブラジル(旧サンタナ層)から産出したティラノサウルス上科の肉食性小型獣脚類の属。S. placidus の1種のみが含まれる。

## 発見と命名
ホロタイプ標本（MN 4802-V）は成長途中の幼体である。標本の要素は血道弓、坐骨、大腿骨、脛骨、腓骨、足底部、軟組織の痕跡、そして3個の尾椎などから形成された部分骨格である。化石化した軟組織は表皮と筋肉繊維、および血管と思しきものが化石化の過程で薄く押し潰された形状になって保存されていた。この標本は1999年にブラジル北東部のセアラ州にあるロムアルド層(旧サンタナ層)から発掘された。なお、学名の「Santana」は発見地の旧サンタナ層を、「raptor」が略奪者(小型獣脚類にしばしば付けられる称号)を意味している。タイプ種である S.placidus は1999年にケルナーによって命名された。種小名はMuseu de Paleontologia da Universidade Regional do Caririを設立したPlácido Cidade Nuvensへの献名である。

## 古生物学
胴体の後部1⁄4ほどしか知られていないが、全長は約1.25メートルに達した可能性があり、主な要素として下半身(骨盤、後肢、尾椎)が知られている。これらの化石だけでは特徴が掴みにくく、適切な復元は非常に難しい。しかし複数の特徴により本種はコエルロサウルス類に分類された。さらに特徴を詳細を研究した結果、本種はティラノサウルス上科(基盤的なパンティラノサウリア)の1種である可能性が示唆されている。これらの断片的な情報を総括すると、サンタナラプトルはディロングやグアンロンのように機能的な細長い3本指の前腕、武器となる前腕の鋭い鉤、爪、そして細長い後ろ脚を持っていたとされる 。

## 分類
サンタナラプトルは発見された当初、マニラプトル類の獣脚類だと考えられていた。ただし、現在では大腿骨に存在するいくつかの特徴に基づき、基盤的なコエルロサウルス類であると考えられている。サンタナラプトルは2004年にトーマス・R・ホルツによってゴンドワナ大陸産のティラノサウルス類とされた。また、2018年にDelcourtとグリロによって系統位置を導き出された。また、サンタナラプトルと同地域同時代からは小型コエルロサウルス類(コンプソグナトゥス科/ティラノサウルス上科)のミリスキアが発見されており、本種と系統的な繋がりがある可能性がある(詳しくはミリスキアを参照)。
古脊椎動物学者アンドレア・カウは、サンタナラプトルがメガラプトル類の幼体である可能性を示唆した。

## 古生態学
小型獣脚類のサンタナラプトルは、明確な頭部(顎や歯)が見つかっていないものの、体格の割には頑丈な頭部を備えた肉食動物だったと推測されている。周りの湿原には多種多様な魚類や小動物(無脊椎動物/脊椎動物を問わず)が生息しており、同様に小動物を獲物とする獣脚類のミリスキアや複数の翼竜(プテロダクティルス科)やワニ類、カメ類が確認されており、同時に発見された大量の魚類や小動物の化石と合わせ、潜在的な獲物の量が多かった事を疑わせる。さらに機会さえあれば大型恐竜(例イリテーター)の幼体を掠め盗って食べていた可能性もある。

## 他種との関係
れっきとした肉食動物とはいえ、本種の生態的ニッチは中層に位置し、様々な捕食動物に囲まれた暮らしをしていた。

### 天敵

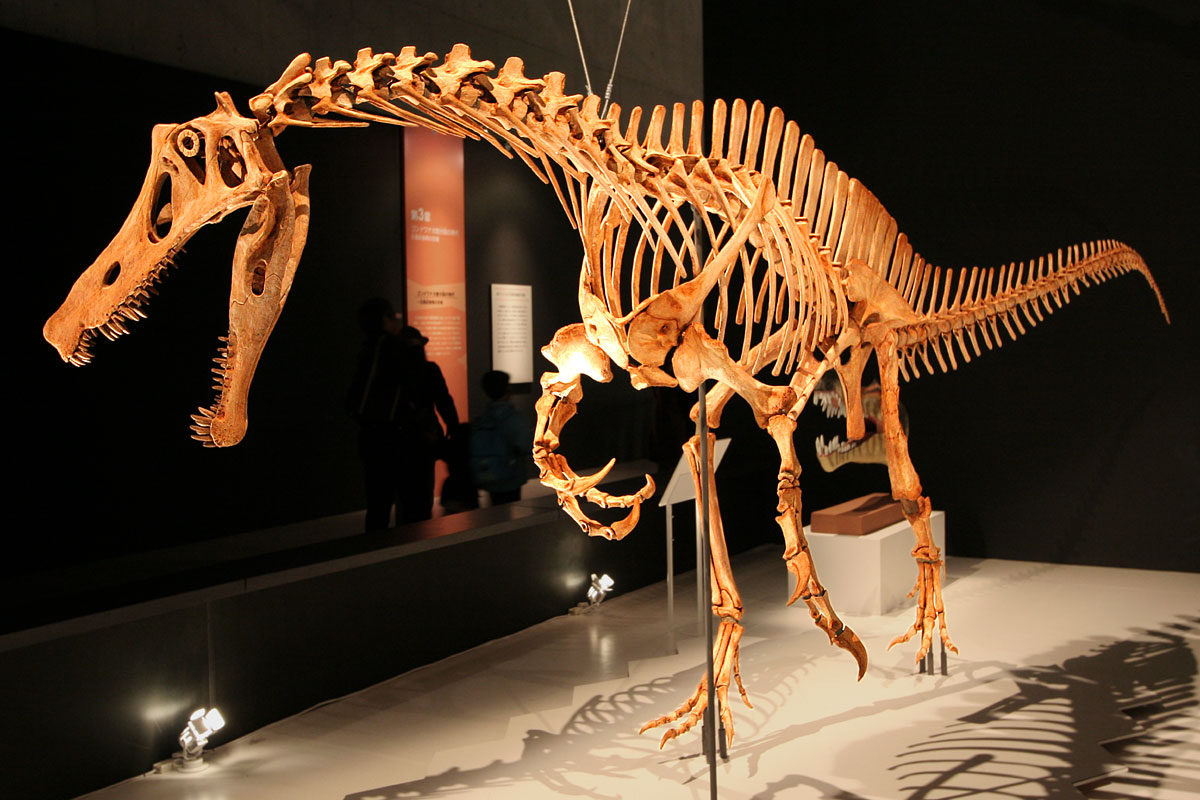
イリタトルの復元骨格

上位は未同定のメガラプトル科やイリタトルのような大型獣脚類が占めており、時には本種も彼らの餌食になっていた可能性がある。特にイリタトルを含むスピノサウルス科は、当時カルカロドントサウルス科と並んで本種のような小型獣脚類を抑圧する存在だったとされている。

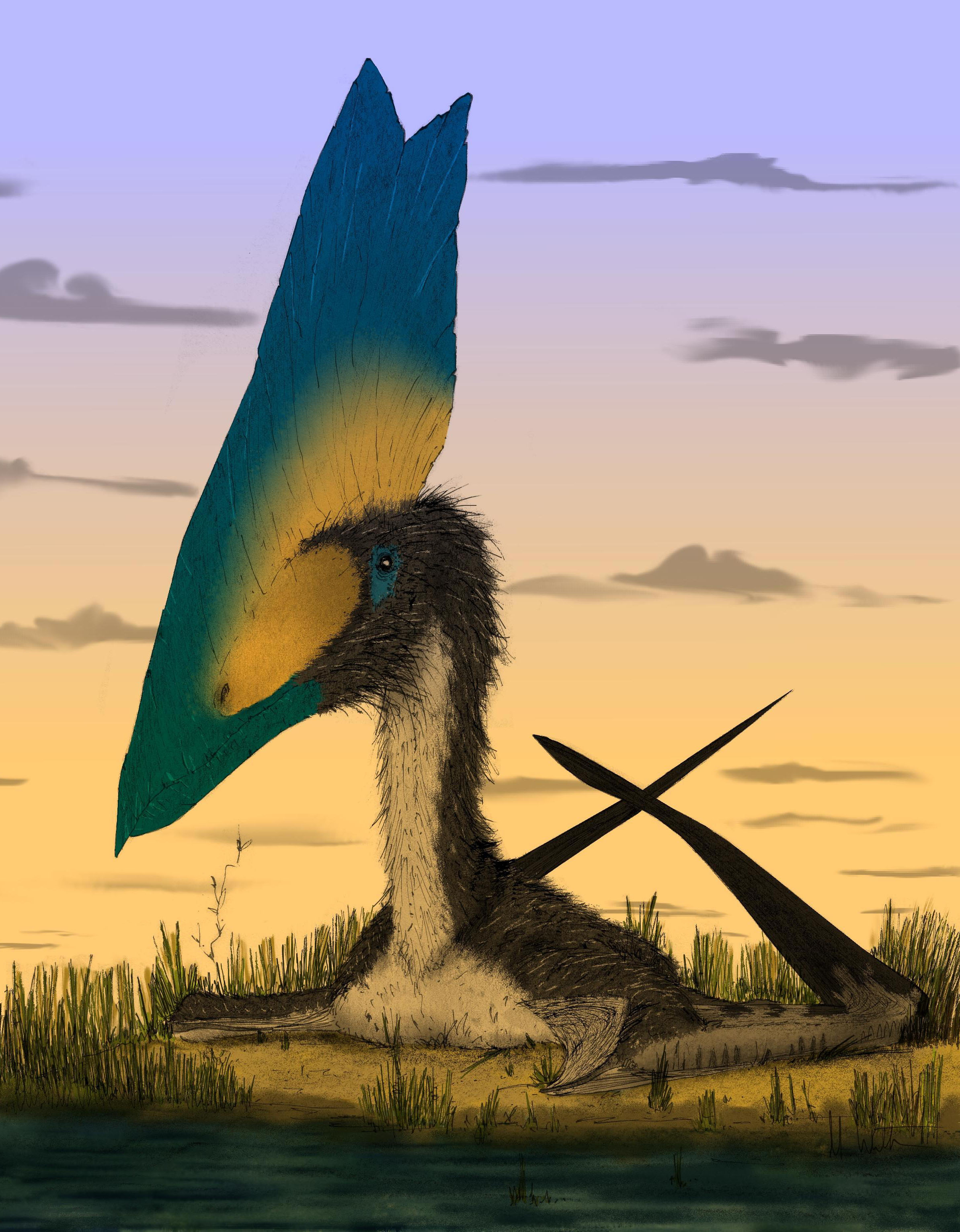
タラッソドロメウスの復元図

また同層からは大型翼竜のタラッソドロメウスも産出しているが、タラッソドロメウスは顎の研究から比較的大きな獲物を狙っていた可能性が指摘されており、そうであれば共存した小型恐竜のミリスキアが狙われていた可能性があり、この推測を元にネット上では共産した小型獣脚類のミリスキアへ襲い掛かるタラッソドロメウスのイラストが多数存在しているが、このような翼竜と恐竜による捕食-被食関係を示す直接的な証拠は現在まで見つかっていない。また、小型獣脚類サウロルニトレステスはアズダルコ科の大型翼竜を食べていた証拠が見つかっている(詳しくは各項目を参照)。なお、タラッソドロメウスが本当に大型の獲物を狙っていたのかは不明である。タラッソドロメウスは嘴の先が現在の猛禽類のように鉤型(フック状)になっておらず、肉を切り裂く能力は低かったため、仮に小型恐竜を仕留めたとしても、獲物を解体する能力があるかどうかに異論が差し挟まれる余地がある(詳しくはタラッソドロメウス、アズダルコ類の項を参照)。

### 競争相手
ニッチ上の競争相手としては、メガラプトル科の幼体やミリスキアのような小型獣脚類、そして各種ワニ類(例アラリペスクス)や翼竜(例アラリペダクティルス)が考えられる。なお、湿地に生息する現在のネコ科では、こうした捕食者の共存地域にて狙う獲物を意図的に差別化し、食べ分けを成立させている地域がある。
ただし本種を含むティラノサウルス上科は成体になると初期の種でさえ全長約3〜4メートル程度に成長するため(例グアンロン、エオティラヌス)、もし本種が小型肉食動物の中で頭一つ抜けた体格を備えていた場合、他の小型肉食動物も日和見的にサンタナラプトルの餌食とされていた可能性がある。コエルロサウルス類では似たような関係として、大型のシノカリオプテリクスと小型のシノルニトサウルスが捕食-被食関係にあった事が確認されている(詳しくは個別の項目を参照)。

## 古環境
サンタナラプトルはロムアルド累層から知られ、層の岩石は約1億1000万年前の前期白亜紀アルビアンまで遡る。この時代には南南極海が開いており、円形の大西洋を取り巻くブラジル南部とアフリカ南西部の海盆を形成していたが、ブラジル北東部とアフリカ西部はまだ陸で繋がっていた。ロムアルド累層はサンタナ層群の一部で、有名なイリタトルが記載された頃はサンタナ累層とされていた層の部層と考えられていた。ロムアルド累層は化石が素晴らしい状態で保存される堆積層であるラーガーシュテッテで、頁岩に埋め込まれた石灰岩からなり、クラト累層の上に横たわる。石灰岩中に化石が立体的に保存されていることで有名であり、多くの翼竜化石でも知られる。翼竜や恐竜の筋繊維に加え、エラや消化物、心臓を保存した魚類も発見されている。この層は海水準の変動サイクルと競合する不規則な淡水の影響を受ける沿岸のラグーンであったと解釈されている。この層の気候は熱帯で、現在のブラジルの気候に大まかに対応している。層を取り巻く地域は乾燥地帯ないし半乾燥地帯で、大部分の植物相は乾生植物であった。ソテツ類と絶滅種の毬果植物門のブラキフィルムが最も広がった植物であった。

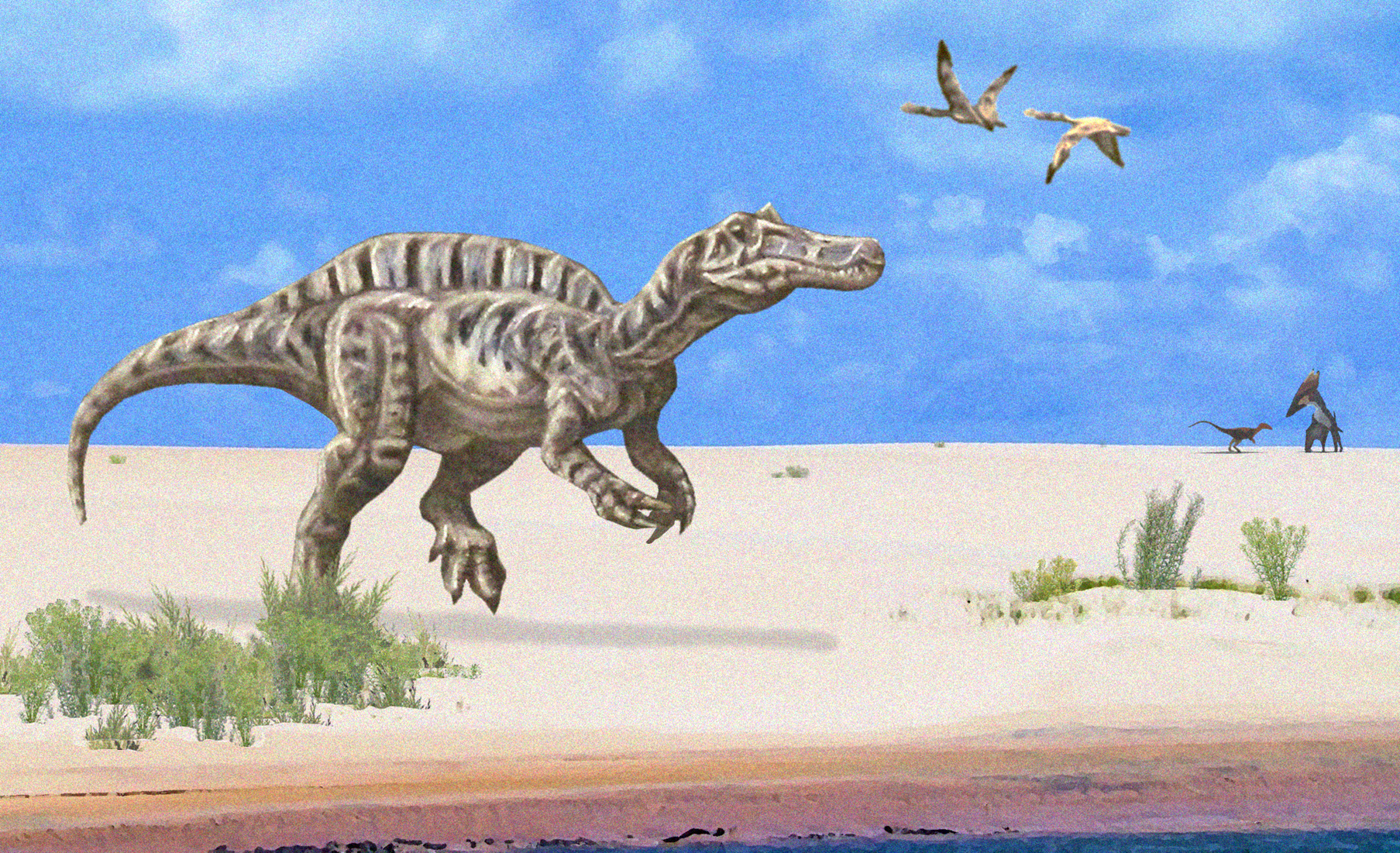
ロムアルド累層の環境で沿岸を歩くイリタトルの復元図

当時の環境はアンハングエラ、アラリペダクティルス、アラリペサウルス、ブラシレオダクティルス、ケアラダクティルス、コロボリンクス、サンタナダクティルス、タペヤラ、タラッソドロメウス、トゥプクスアラ、バルボサニア、マーラダクティルス、トロペオグナトゥス、アンウィンディアなどの本種を含む翼竜が支配的であった。翼竜以外で判明している動物相は、未同定のメガラプトル科、ティラノサウルス上科の本種サンタナラプトル、コエルロサウルス類(ティラノサウルス上科/コンプソグナトゥス科)のミリスキア、未同定のウネンラギア亜科のドロマエオサウルス科、マニラプトル類に代表された。アラリペスクスやカリリスクスといったワニ形上目やブラシレミス、ケアラケリス、アラリペミス、エウラキセミス、サンタナケリスのようなカメが堆積層から知られている。また、カイエビ、ウニ、貝虫、軟体動物も生息していた。保存の良い魚類の化石記録としてはヒボドゥス科のサメ、エイ、ガー、アミア科、オスニア科、アスピドリンクス科、クラドキクルス科、ソトイワシ科、サバヒー科、マウソニア科や未同定の種が挙げられる。ナイシュらによると、植物食恐竜がいないことは、植生が乏しく大規模な集団を維持できなかったことを意味する可能性がある。個体数の多い肉食獣脚類は、その後豊かな水棲生物を主要な食糧源に変えた可能性がある。また、嵐の後には翼竜や魚類の死骸が海岸線に打ち上げられて獣脚類に膨大な腐肉が提供されたとも彼らは仮説を立てた。層には複数の魚食動物が生息し、熾烈な競争が起こった可能性もある。オーレリアノらは動物たちが間違いなくある程度生態的地位を分けていたと主張した。この見解では、ラグーンの中で動物たちは体格と生息地に合わせて獲物を変えていた。

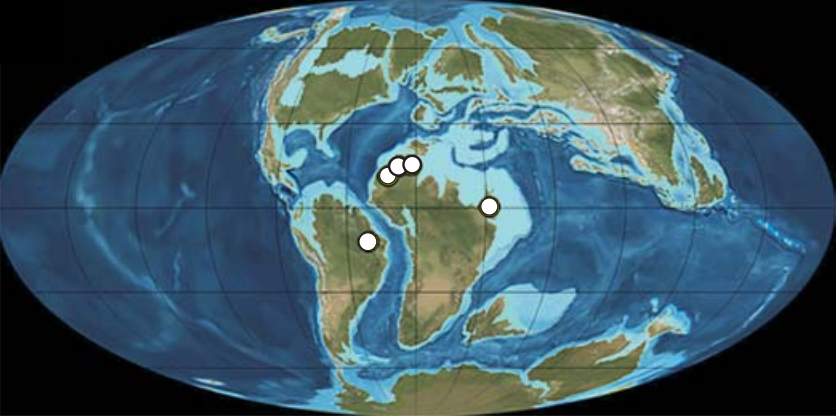
1億1300万年前から9390万年前のアルビアン - セノマニアンに由来する半水棲動物スピノサウルス科の化石が発見された場所

ロムアルド累層とクラト累層の動物相は白亜紀中ごろのアフリカの動物相と類似しており、アラリペ盆地がテチス海と繋がっていたことが示唆されている。ただし、アラリペ盆地に海洋無脊椎動物がいないため盆地の堆積物は海洋性ではなかったことが示されており、テチス海とアラリペ盆地の繋がりは散発的であった可能性が高い。2004年にダレン・ナイシュらは、ロムアルド累層の恐竜の動物相は海岸線か川で死亡して海へ運ばれ、漂った末に化石化した動物に代表されていると主張した。2018年にオーレリアノらはこのシナリオに異議を唱えた。根拠としてIrritator challengeri のホロタイプの下顎は残りの頭骨と関節下状態で発見されていたが、死体が海を漂ったなら分散した可能性が高い事を挙げた。また、イリタトルの骨格の骨硬化ゆえに死体はすぐに海へ沈んだとも彼らは綴った。従って、ロムアルド層もといサンタナ層群から産出した化石は異所的に堆積したのではなく、土着の生息地で埋没した生物を代表するものであると彼らは結論付けた。